# Cham TV
Cham TV (араб. قناة شام الفضائية‎), также известный как Sham TV — первый частный спутниковый телеканал в Сирии. Был запущен в Дамаске в 2005 году. Однако через 8 месяцев был закрыт в связи с отсутствием лицензии на осуществление своей деятельности. Позже он вновь начала трансляцию, но теперь из Каира в сентябре 2007 года.